# ام‌آرسی‌بی
ام‌آرسی‌بی (انگلیسی: MRCB) شرکت دولتی ساخت‌وساز مالزیایی است، که در سال ۱۹۶۸ تأسیس شد.